# Sarotherodon caudomarginatus
Sarotherodon caudomarginatus är en fiskart som först beskrevs av Boulenger, 1916.  Sarotherodon caudomarginatus ingår i släktet Sarotherodon och familjen Cichlidae. IUCN kategoriserar arten globalt som livskraftig. Inga underarter finns listade i Catalogue of Life.